# IFK Uddevalla
El IFK Uddevalla es un equipo de fútbol de Suecia que juega en la Division 2 Norra Götaland, una de las ligas que conforman la cuarta división de fútbol en el país.

## Historia
Fue fundado el 14 de mayo de 1905 en la ciudad de Uddevalla y es el club de fútbol más viejo de la región de Bohuslän. Tuvo como primer presidente a John Andrén, aunque el club fue creado como un club multideportivo, ya que nació con secciones como lucha, natación, bandy, ski, atletismo, balonmano, hockey y patinaje sobre hielo, pero con el paso de los años, la institución se convirtió en un simple club de fútbol.
Bajo el liderazgo del entonces presidente del club Oskar Andersson, el club llegó a jugar en la Allsvenskan en dos temporadas en la década de los años 1920s, aunque la mayor parte de su historia, el club ha pasado en las categorías intermedias y regionales del fútbol sueco, aunque en la década de los años 1990s llegó a militar en la Division 1 Norra (en ese entonces segunda división de Suecia).

## Clubes afiliados
- Bohusläns FF.[5]